# Сан-Мигел-ду-Игуасу
Сан-Мигел-ду-Игуасу (порт. São Miguel do Iguaçu) — муниципалитет в Бразилии, входит в штат Парана. Составная часть мезорегиона Запад штата Парана. Входит в экономико-статистический микрорегион Фос-ду-Игуасу. Население составляет 27 307 человек на 2006 год. Занимает площадь 851,301 км². Плотность населения — 32,1 чел./км².

## История
Город основан 28 ноября 1961 года.

## Статистика
- Валовой внутренний продукт на 2003 год составляет 309 168 891,00 реалов (данные: Бразильский институт географии и статистики).
- Валовой внутренний продукт на душу населения на 2003 год составляет 11 896,14 реалов (данные: Бразильский институт географии и статистики).
- Индекс развития человеческого потенциала на 2000 год составляет 0,779 (данные: Программа развития ООН).